# Халласан
Халласан (кор. 한라산) — згаслий вулкан на острові Чеджудо, Південна Корея, найвища гірська вершина в країні.
Місцевість навколо гір є національним парком.
Гора розташована в центрі острова, тому його часто ототожнюють із нею. Місцева приказка говорить: «Чеджудо — це Халласан, Халласан — це Чеджудо». Гору видно з будь-якої точки острова, хоча її вершина часто затягнута хмарами. Халласан внесений у список пам’ятників природи Південної Кореї під номером 182.
На горі знаходиться найстаріший буддійський храм на острові Кванімса, побудований за часів Корьо, пізніше зруйнований та відновлений у XX столітті. Неподалік від храму розташований меморіал жертвам антиурядового повстання на Чеджудо 1948—1950 рр.
У згаслому кратері знаходиться озеро Пенноктам. Після літнього сезону дощів довжина кола озера сягає двох кілометрів, а глибина — 100 метрів.

## Маршрути сходження
Основні туристичні маршрути, що ведуть до вершини гори:
- Маршрут «Кванімса» — 8.3 км
- Маршрут «Орімок» — 7.8 км
- Маршрут «Сонпханак» — 9.6 км
- Маршрут «Йонсіль» — 6.5 км

## Світлини

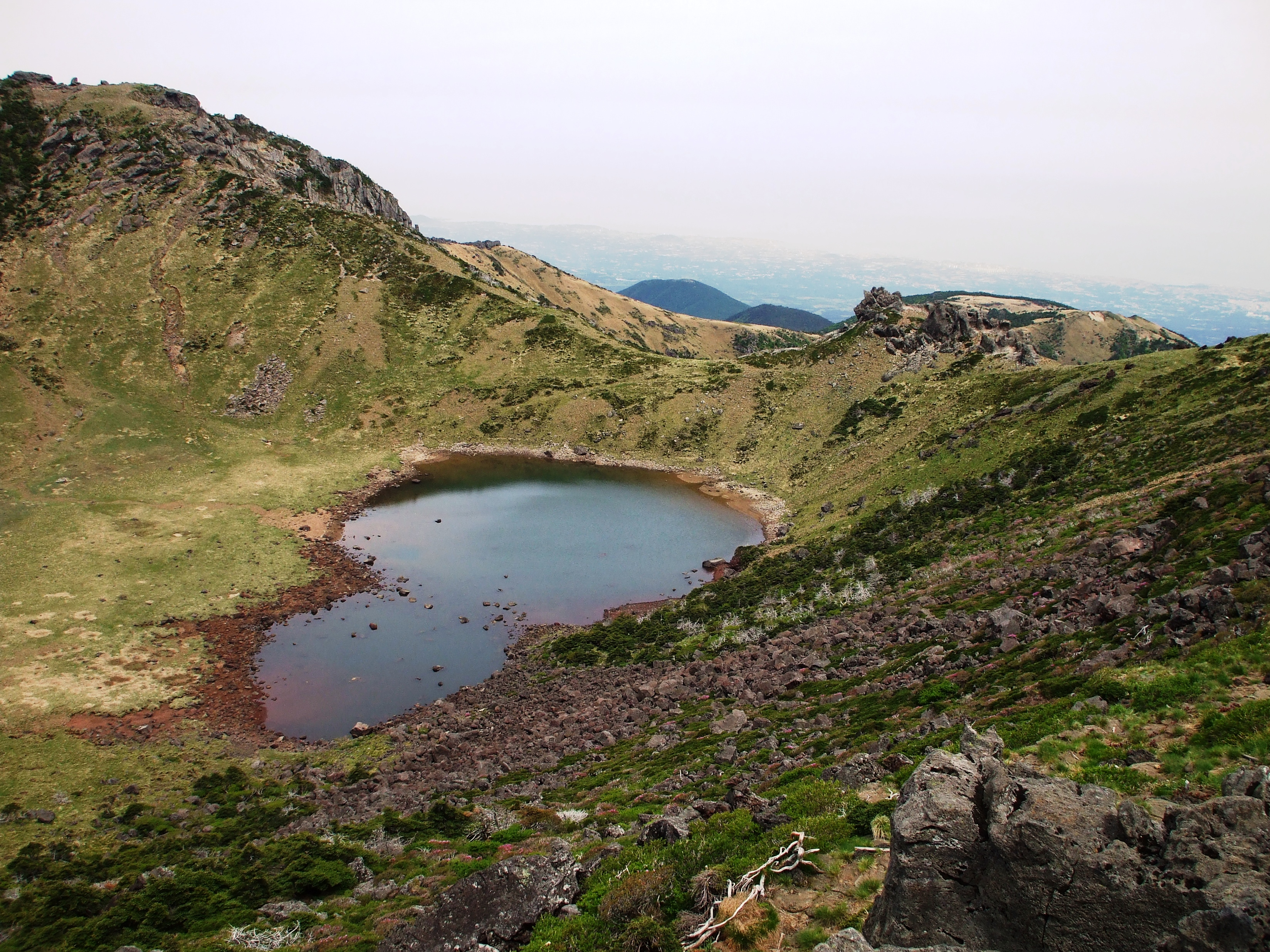
Озеро Пенноктам (06/2008)
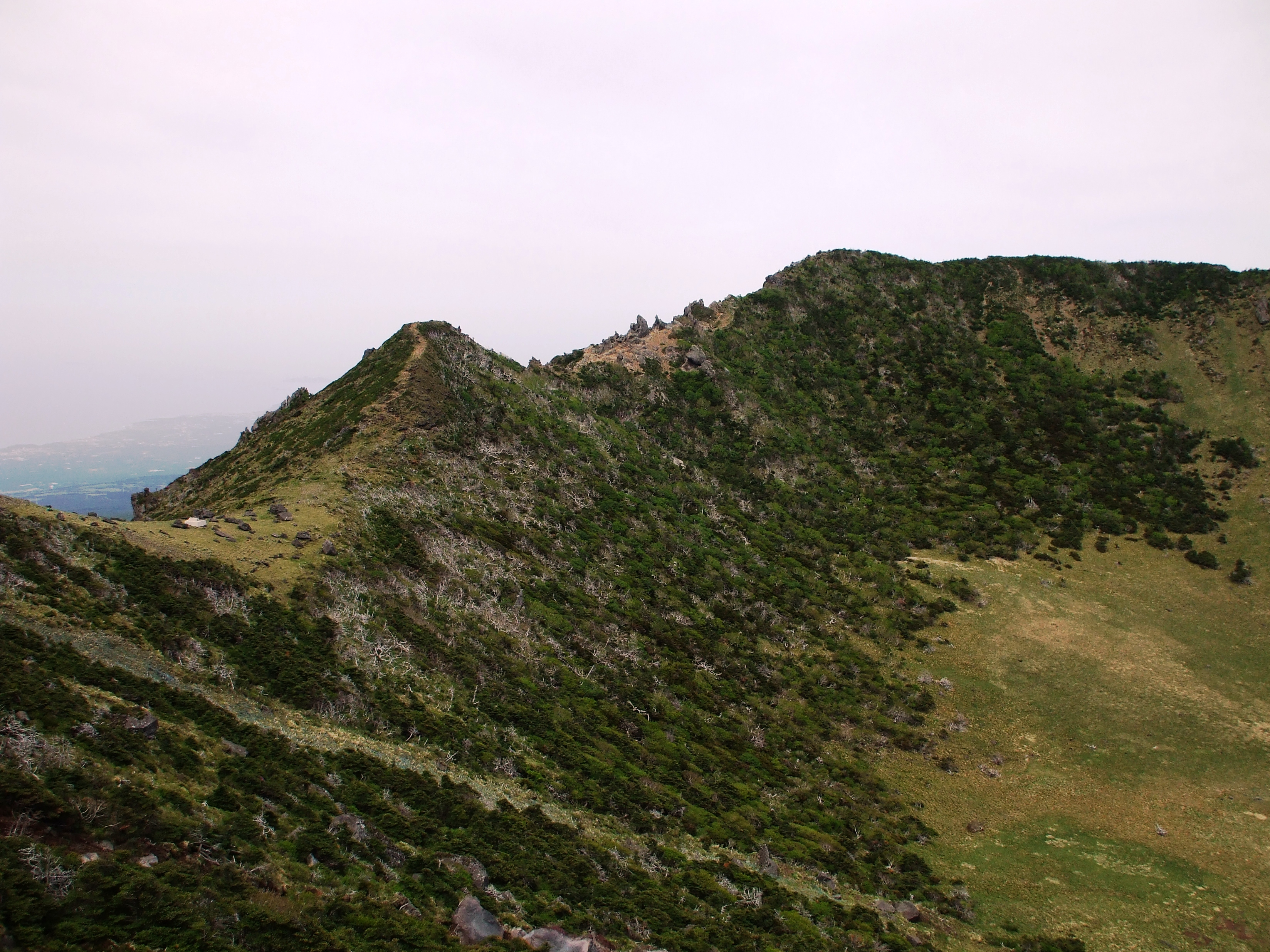
Вид вершини (06/2008)
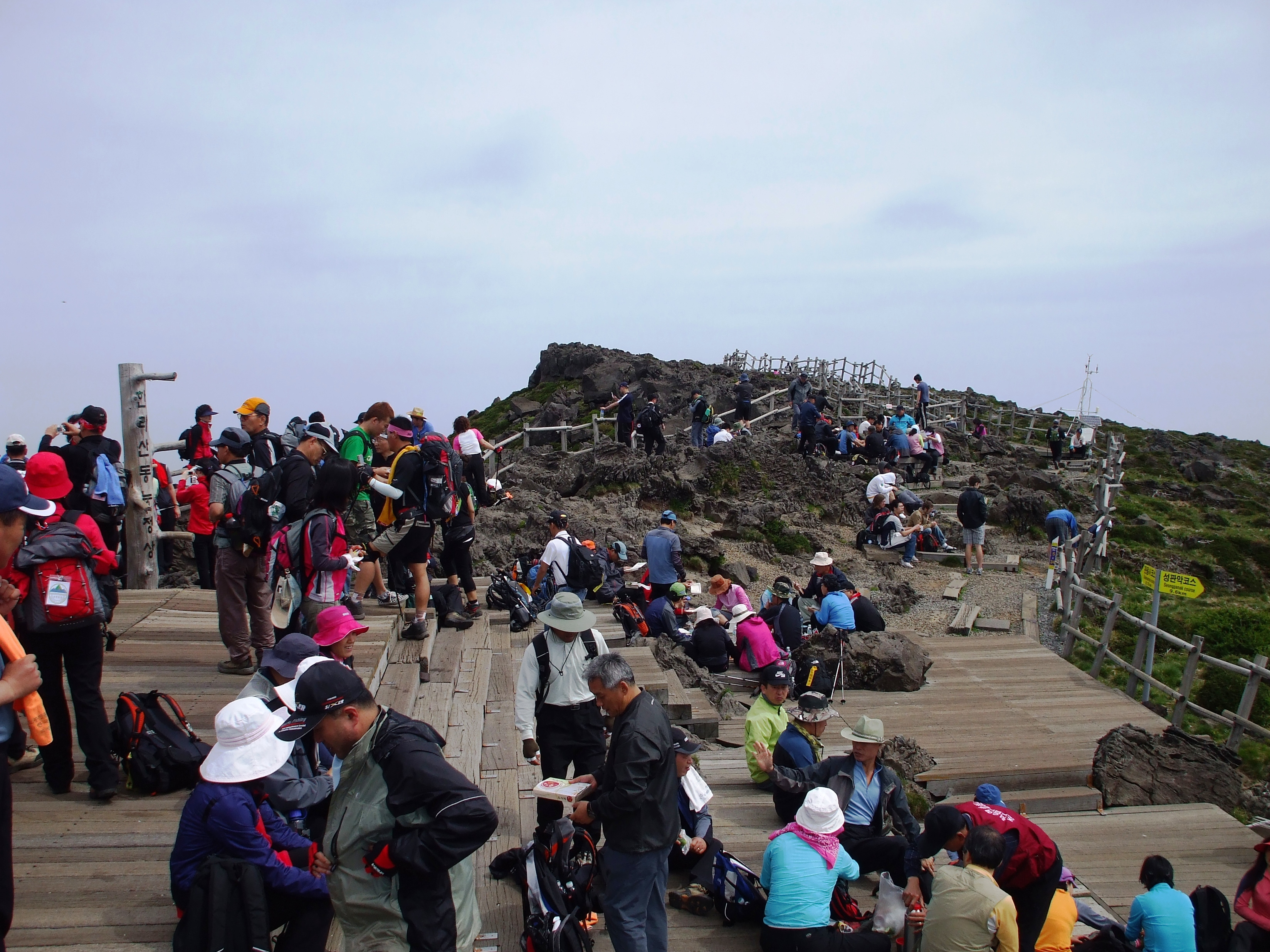
Вид вершини(06/2008)
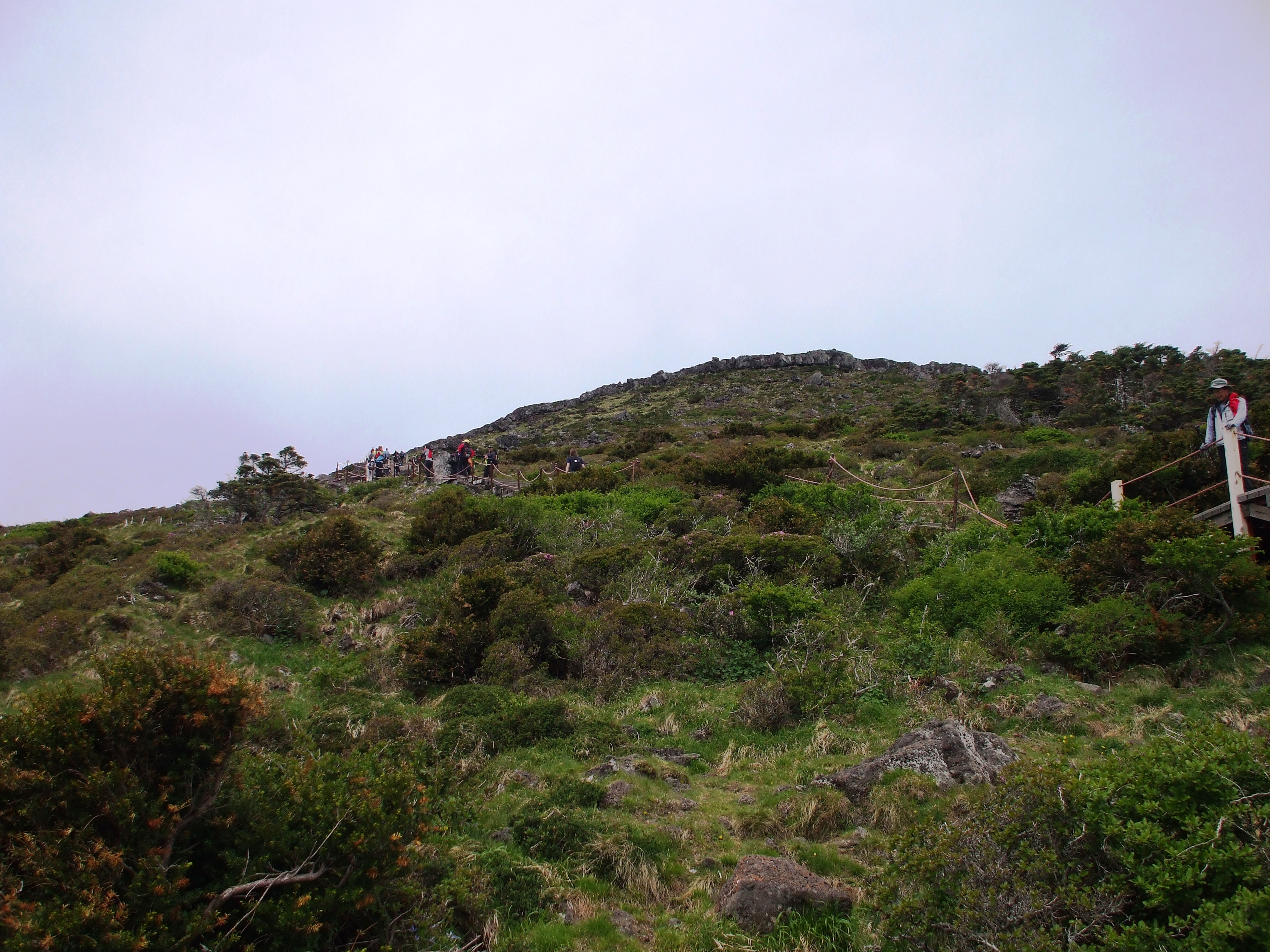
Маршрут Сонпханак — середина шляху (02/2008)
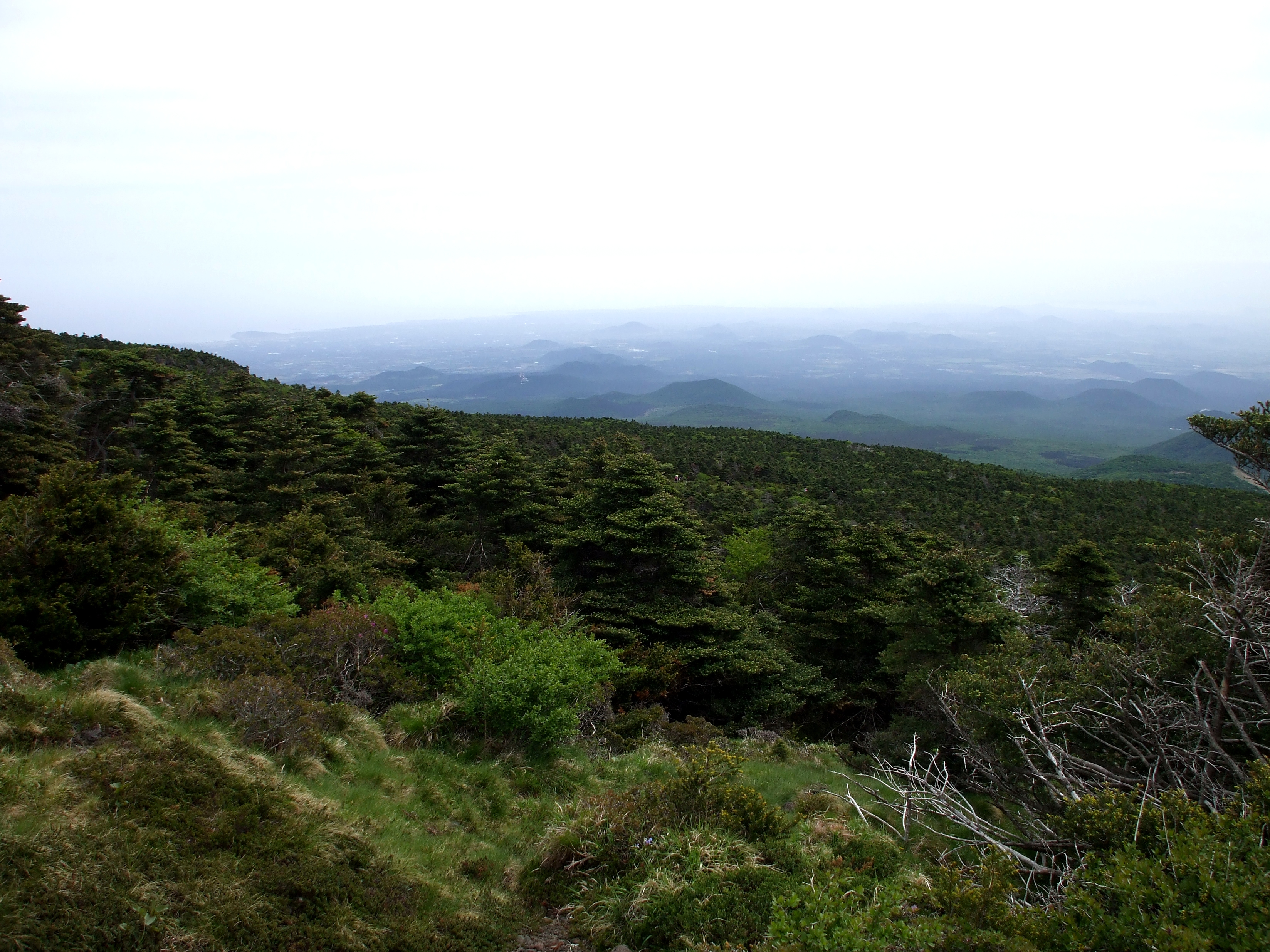
Вид (06/2008)
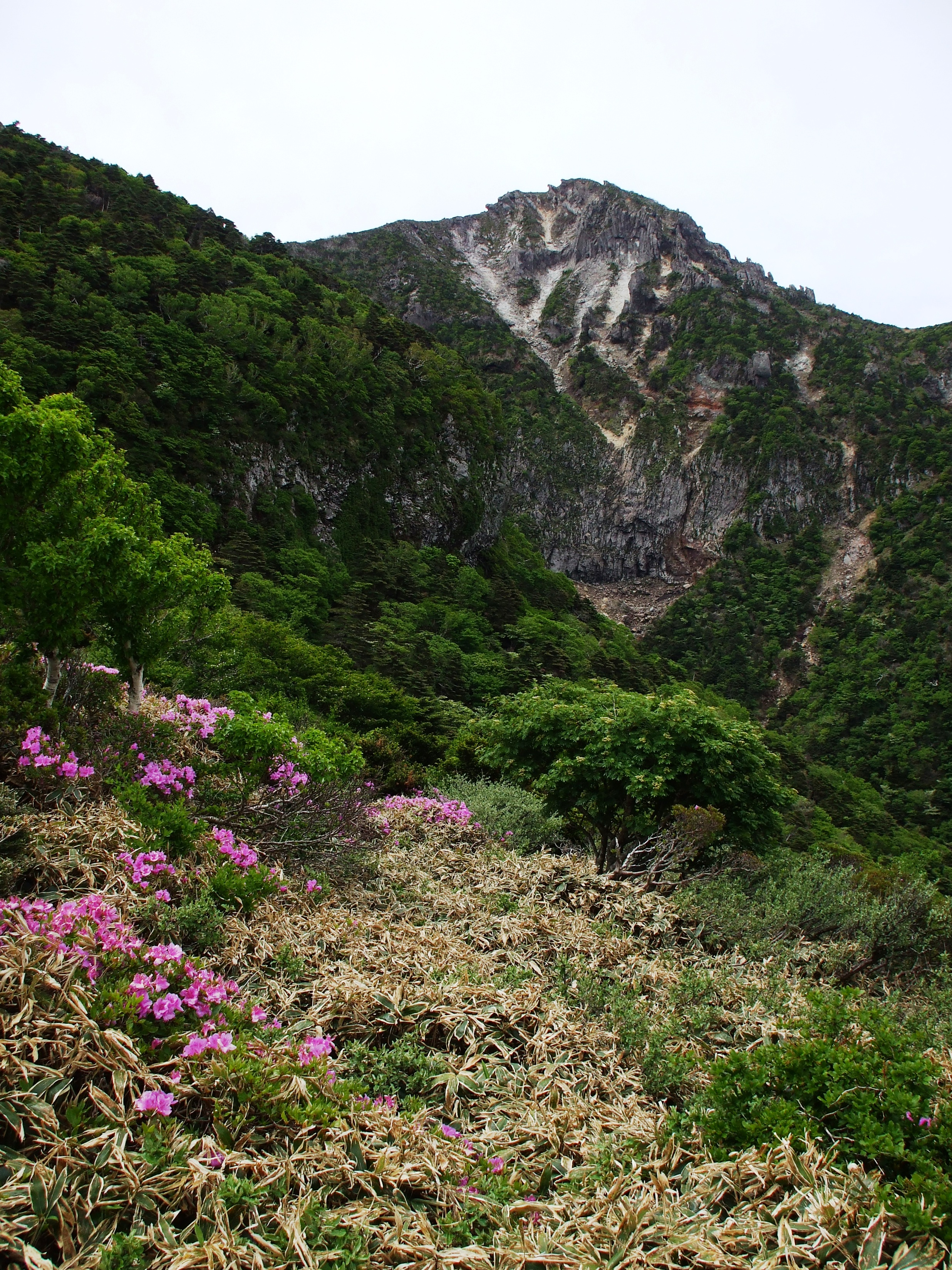
Маршрут Кванимса (1) (06/2008)
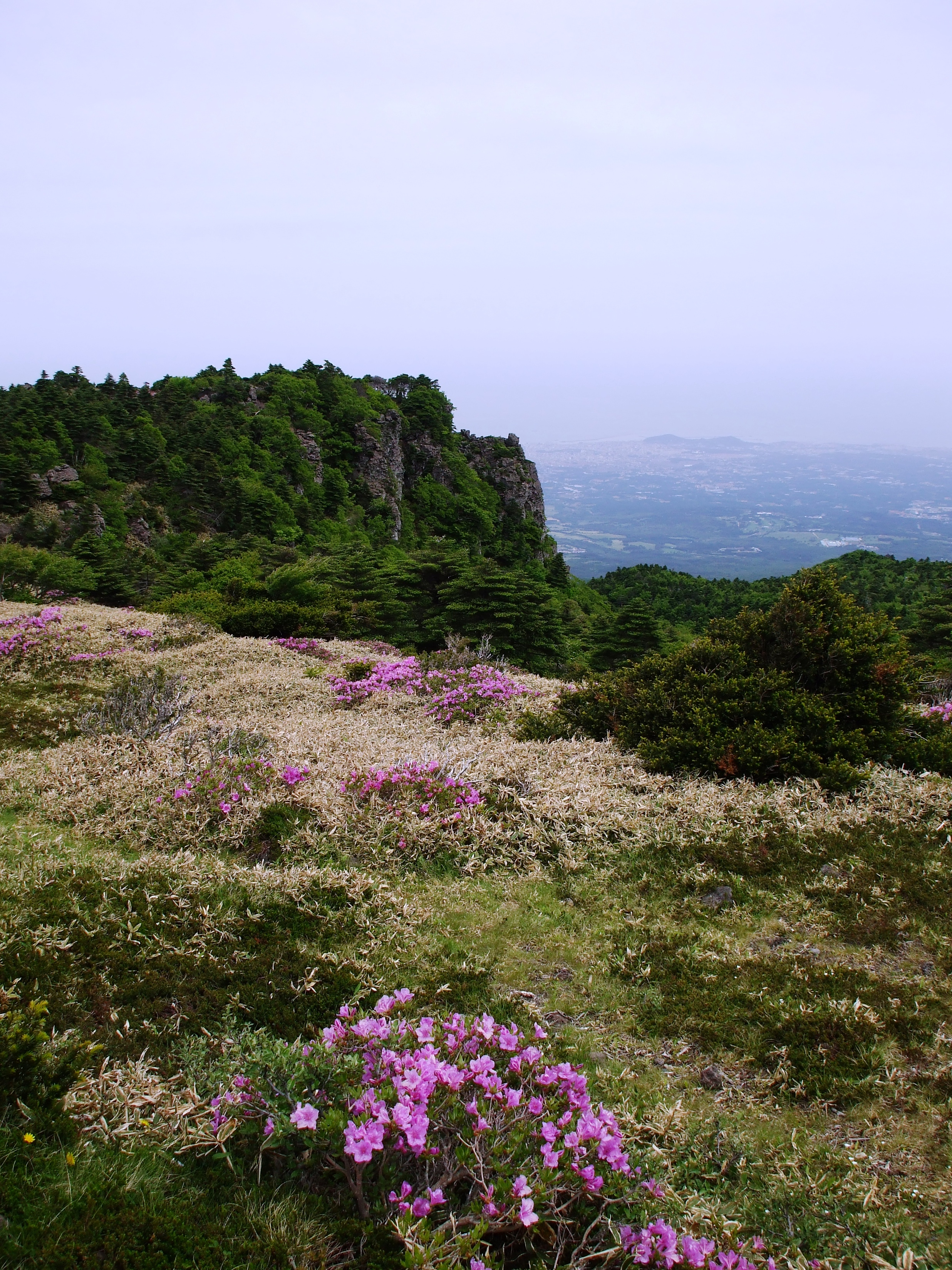
Маршрут Кванимса (2) (06/2008)
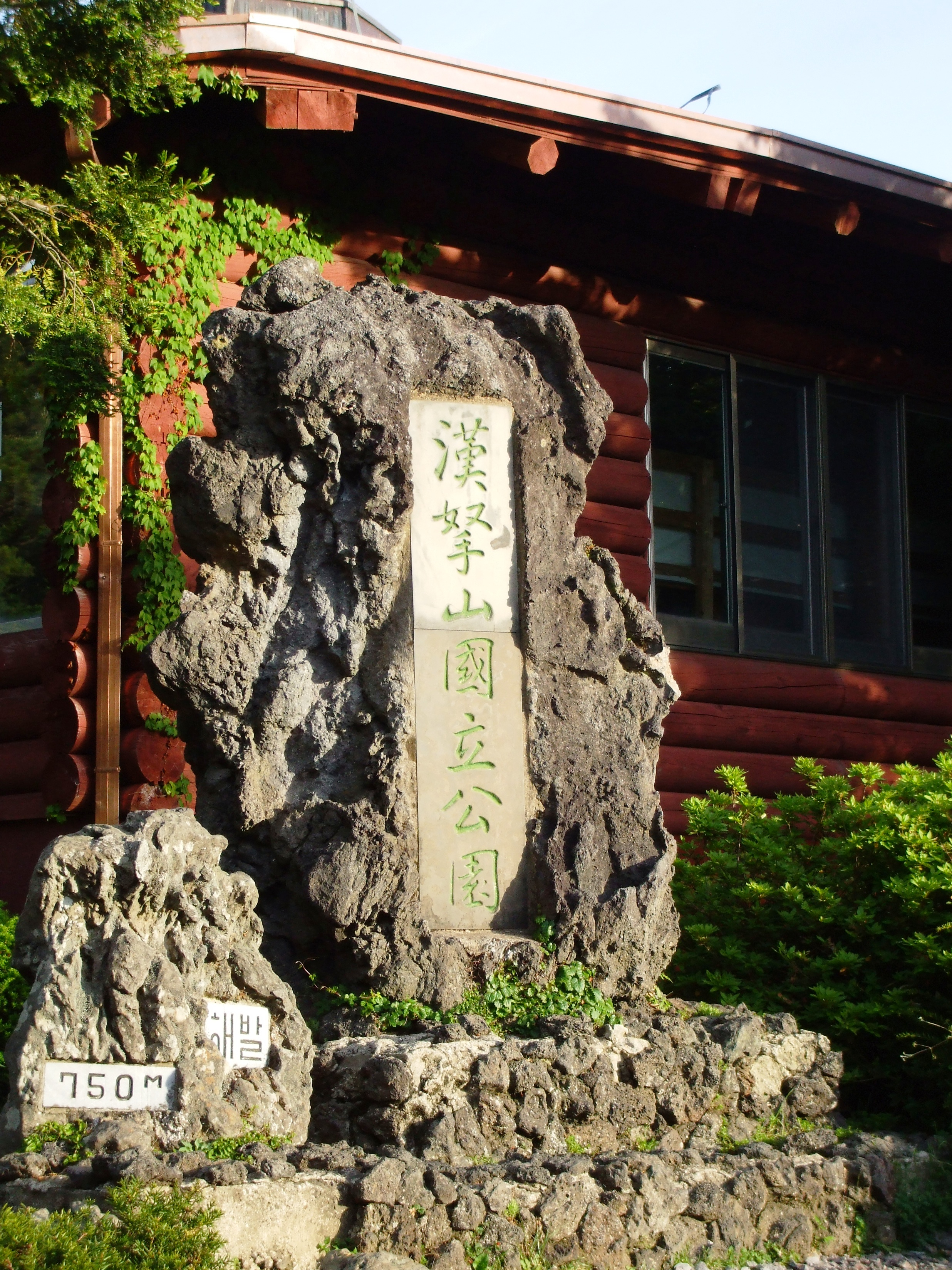
Пам'ятник на маршруті Сонпханак (06/2008)